# All things that we clasp
All things that we clasp (vertaling: alle dingen die we omhelzen) is een compositie van Frank Bridge. Het is een lied voor zangstem en piano. De tekst werd ontleend aan gedicht nr. 9 Schattenküsse uit Seraphine van Heinrich Heine in een vertaling van Emma Lazarus Poems and ballads uit 1888.
De eerstbekende uitvoering was op 27 september 1930 tijdens de Proms.

## Tekst
Origineel:

Was wir leiblich fest besessen

Schwindet hin wie Träumerein;

Und die Herzen, die vergessen,

Und die Augen schlafen ein.
Emma Lazarus:

All things that we clasp and cherish,

Pass like dreams we may not keep.

Human hearts forget and perish,

Human eyes must fall asleep.

## Discografie
- Uitgave Dutton Vocalion: Daniel Tong (piano); Ivan Ludlow (bariton)